# Horizons lointains (anthologie)
Ne doit pas être confondu avec Les Horizons divergents ou Les Horizons perdus (film, 1937).
Pour les articles homonymes, voir Horizons lointains.
Horizons lointains (titre original : Far horizons) est une anthologie de nouvelles de science-fiction parue en 1999, composée de onze nouvelles écrites par onze auteurs américains différents et rassemblées par l'écrivain Robert Silverberg qui a écrit une introduction.
Elle est le pendant pour la science-fiction de l'anthologie de nouvelles de fantasy intitulée Légendes, elle aussi composée par Robert Silverberg et qui avait été publiée l'année précédente en 1998.
Horizons lointains a obtenu le prix Locus de la meilleure anthologie 2000.

## Publications
L'anthologie est parue aux États-Unis sous le titre Far horizons en 1999.
En France, l'anthologie a été publiée deux fois : en mai 2000 est sortie une première édition en grand format chez J'ai lu dans la collection Millénaires (no 6033)  (ISBN 2-290-30485-9), puis le même éditeur en a publié une version poche dans la collection Science-Fiction no 7631  (ISBN 2-290-32483-3) en avril 2005.

## Contenu
- Old Music et les femmes esclaves, 2000 ((en) Old Music and the Slave Women, 1999) par Ursula K. Le Guin
- Une guerre à part, 2000 ((en) A Separate War, 1999) par Joe Haldeman
- Le Conseiller financier, 2000 ((en) Investment Counseler, 1999) par Orson Scott Card
- Tentation, 2000 ((en) Temptation, 1999) par David Brin
- À la rencontre du dragon, 2000 ((en) Getting to Know the Dragon, 1999) par Robert Silverberg
- Les Orphelins de l'Hélice, 2000 ((en) Orphans of the Helix, 1999) par Dan Simmons
- Méfiez-vous du chien qui dort…, 2000 ((en) Sleeping Dogs, 1999) par Nancy Kress
- L'Enfant éternel, 2000 ((en) The Boy Who Would Live Forever, 1999) par Frederik Pohl
- Une soif d'infini, 2000 ((en) A Hunger for the Infinite, 1999) par Gregory Benford
- Le Vaisseau qui rentrait à sa base, 2000 ((en) The Ship That Returned, 1999) par Anne McCaffrey
- Le Chemin de tous les fantômes, 2000 ((en) The Way of All Ghosts, 1999) par Greg Bear